# Verrouillage socio-technique
Le verrouillage socio-technique est une situation dans laquelle la diffusion d'une innovation avantageuse pour de nombreux utilisateurs est freinée par le régime socio-technique déjà existant, c'est-à-dire par les stratégies économiques et techniques déjà mises en place par l'ensemble des acteurs concernés. L'exemple classique est l'utilisation des claviers qwerty ou azerty qui ne permettent pas une vitesse de frappe maximale mais dont l'adoption par un grand nombre d'utilisateurs freine la diffusion de nouveaux modèles de claviers plus efficaces,.

## Système socio-technique
Un système socio-technique est constitué d'un ensemble de liens (économiques, culturels, sociaux) entre différents acteurs formant un réseau. Ces acteurs adoptent des stratégies économiques et techniques cohérentes entre elles, donnant au système une grande stabilité. Un système socio-technique favorise les innovations qui sont cohérentes avec son fonctionnement et bloque les innovations qui ne s'y intègrent pas. L'ensemble des normes, des législations et des institutions qui permettent l'existence du système, par exemple à un niveau national, est appelé paysage socio-techniques.

## Causes du verrouillage
Le verrouillage résulte de mécanismes d'auto-renforcement du système : 
- les rendements croissants à l'adoption, qui résultent des effets de réseaux et des effets d'apprentissage. Dans l'effet de réseau, les utilisateurs ont intérêt à utiliser la même technologie que la majorité des acteurs avec lesquels ils sont en interaction. Cela comprend les mécanismes liés à la compatibilité technologique, qui font que de nouveaux produits et techniques tendent à être compatibles avec la technologie majoritaire. Dans l'effet d'apprentissage, les utilisateurs ont tendance à continuer à utiliser une technologie qu'ils ont apprise et à la recommander aux acteurs avec lesquels ils interagissent ;
- la dépendance au sentier.

## Niches d'innovation
Des innovations incompatibles avec le système socio-technique peuvent se développer dans des niches. Le système socio-technique dominant peut ensuite intégrer les innovations, lui permettant d'évoluer.

## Leviers de déverrouillage
La levée du verrouillage socio-technique demande un ensemble d'actions coordonnées à différents niveaux, notamment aux niveaux techniques, sociologiques, politiques, institutionnels,. Par exemple, une évolution du contexte réglementaire à l'échelle nationale et un encouragement au développement des niches d'innovation. L'observation des innovations en train de se faire permet d'identifier les niches d'innovation et d'adapter l'action publique afin de les propager.

## Exemples de verrouillages

### Verrouillage carbone
Le verrouillage carbone (en) est selon Gregory Unruh l'inertie des systèmes énergétiques carbonés, que doivent surmonter les alternatives renouvelables, même si ces dernières ont un coût nul ou positif pour la société. C'est un phénomène issu d'une influence mutuelle entre des institutions sociales, des pratiques culturelles et des systèmes techniques. Il est parfois appelé « carbone fractal ».

### Diversification des rotations de culture
La diversification des rotations de culture, nécessaire à la diminution de l'usage des phytosanitaires, est verrouillée par plusieurs phénomènes agissant à des échelles différentes. À l'échelle de l'exploitation, le manque de maitrise technique par l’agriculteur, l'absence de matériel de semis ou de récolte spécifique, le manque de connaissance sur les bénéfices en matière d'effet précédent dans la rotation, sont dissuasifs à l'introduction d'une nouvelle culture. À l'échelle du bassin de production ou de la petite région agricole, la spécialisation dans quelques cultures peut entraîner l'absence d'entreprises de collecte et de filières de commercialisation des produits des cultures de diversification. L'absence de dispositifs de conseil agricole locaux peut aussi empêcher l'implantation de nouvelles cultures. À l'échelle nationale, les espèces les plus cultivées sont aussi celles pour lesquelles existent le plus de références techniques et pour lesquelles la sélection variétale est la plus développée, permettant d'obtenir des rendements plus importants et plus réguliers avec ces espèces (mécanisme des rendements croissants à l'adoption). Peu de produits phytosanitaires sont homologués sur les cultures marginales en raison des coûts de recherche et développement et d'homologation.